# 劉庭蕙
劉庭蕙（1547年—1617年），字惠徵，號雲嵩，福建漳州府漳浦縣人，軍籍，明朝政治人物。

## 生平
萬曆四年（1576年）丙子科福建鄉試第二十八名舉人，與從兄劉庭芥、從弟劉庭蘭同榜。萬曆八年（1580年）中式庚辰科會試第二十四名，殿試三甲第一百五十八名，賜同進士出身，劉庭蘭亦登同榜進士。礼部觀政，本年授浙江新昌縣知縣，十六年调簡，补息县，十七年升都察院经历，二十二年升戶部员外郎，本年升山東司郎中，二十三年五月外調雲南按察司僉事，提督學政，二十六年十月晋本省右参议，二十七年京察降调。三十四年六月起补廣西布政使司右參議，三十八年考察去職。

## 家族
曾祖劉渫；祖父劉居敬；父劉養大。母陳氏。